# Setodes zerroukii
Setodes zerroukii is een schietmot uit de familie Leptoceridae. De soort komt voor in het Palearctisch gebied.